# アンリ・ジラルデ
アンリ・ジラルデ（Léopold-Henri Girardet、1848年9月21日 - 1917年12月10日）はスイス生まれで、フランスなどで働いた、画家、版画家、イラストレーターである。

## 略歴
スイス、ベルン州のブリエンツで生まれた。曾祖父がヌーシャテル州で書店、美術出版業をしていて、多くの画家、版画家を輩出した家系の出身で、祖父のシャルル・サミュエル・ジラルデ、父親のエドゥアール・ジラルデは画家、版画家としてフランスのパリやスイスで働いた。弟のピエール・ジラルデ(Pierre Girardet: 1850–1884)、ロベール・ジラルデ(Robert Girardet: 1851–1900)、マックス・ジラルデ(Max Girardet: 1857–1927)も画家になった。父親はパリで学んだ後、スイスで活動していたが、パリの美術商、グーピル商会のために働くようになり、アンリ・ジラルデが9歳になった1857年に家族はパリ郊外に移った。父親から絵を学び、グーピル商会のために作品を描き、パリの雑誌、「ル・マガザン・ピトレスク」に多くのイラストを提供するようになった。
フランス各地や北アフリカ、イタリーを旅し、作品を描き、1874年からパリの展覧会にも出展するようになり、1904年頃まで出展を続けた。1887年に経済的理由で、スイスに移り、ブリエンツやヌーシャテルに住み、ヌーシャテルで没した。

## 作品

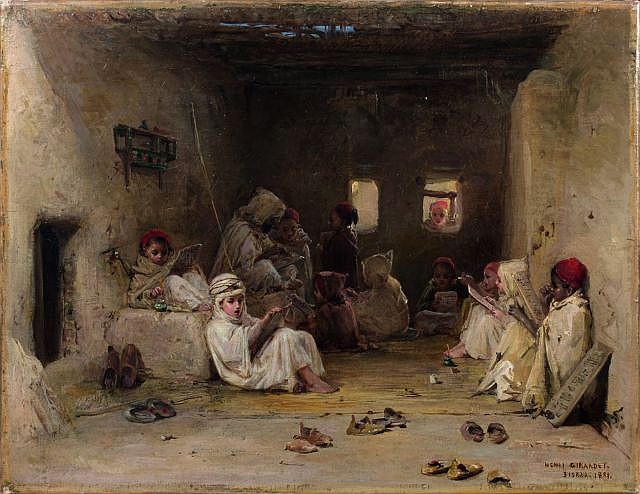
ビスクラのコーラン学校
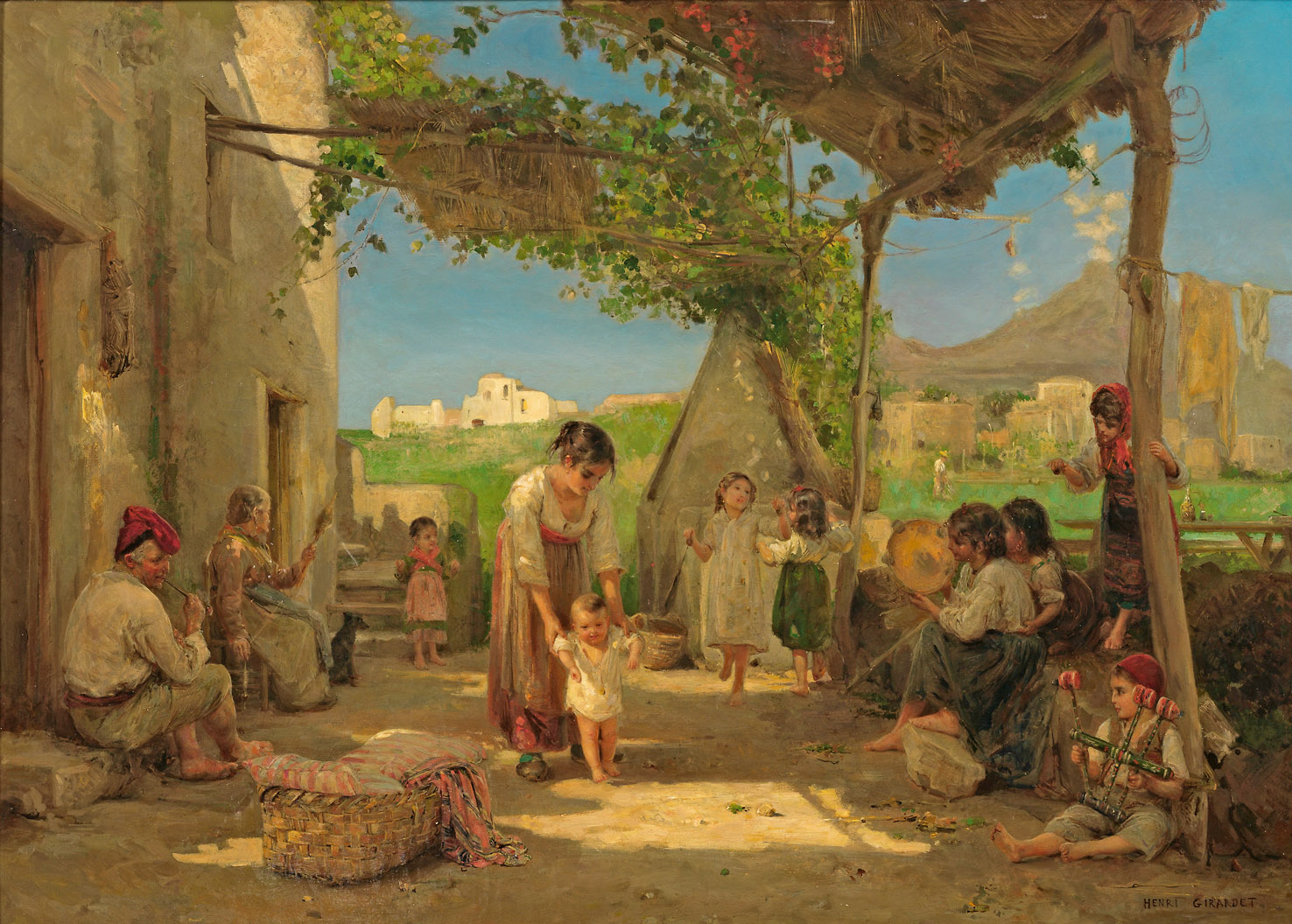
ナポリの子供たち
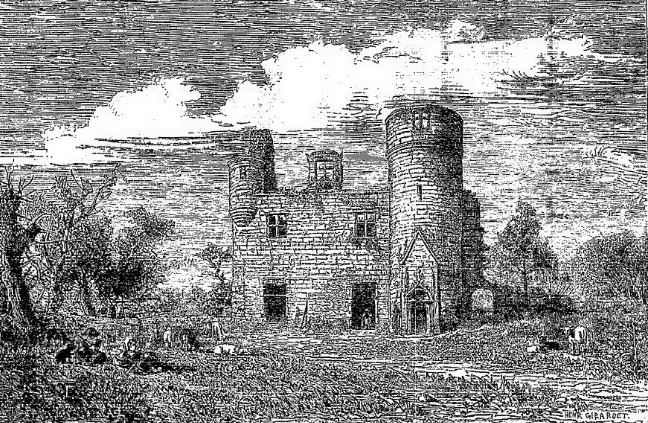
「ル・マガザン・ピトレスク」挿絵、ブルターニュのリュステファン城の遺跡